# Курская магнитная аномалия
Курская магнитная аномалия (КМА) — самый мощный на Земле железорудный бассейн. Один из крупнейших по запасам богатой железной руды район в мире. Расположен в пределах Курской, Белгородской и Орловской областей. Курская магнитная аномалия признана крупнейшей магнитной аномалией на Земле.

## История
История открытия Курской магнитной аномалии связана с отклонением магнитной стрелки под Курском. Впервые на это явление обратил внимание известный учёный-астроном академик П. Б. Иноходцев в 1773 году. Руководя работами по определению географического положения городов центральной части Европейской России, он обнаружил в районе Белгорода и Курска сильную аномалию поля земного магнетизма.
В 1874 году с загадкой КМА столкнулся приват-доцент Казанского университета И. Н. Смирнов, проводивший первую геомагнитную съёмку Европейской части России.
В 1883 году приват-доцент Харьковского университета Н. Д. Пильчиков провёл 71 серию наблюдений КМА. Он обнаружил её новые районы (в Марьино и у Прохоровки), и одним из первых указал на то, что причина аномалии — залежи железной руды, за что ему в 1884 году была присуждена серебряная медаль Русского географического общества.
С 1898 года изучением Курской магнитной аномалии занимался Эрнест Егорович Лейст. В 1909 году в Императорском московском университете он сделал доклад об открытии месторождения.
В 1923 году из скважины, пробурённой под Щиграми, на глубине 167 метров были добыты первые образцы железной руды.
В 1931 году была заложена первая разведывательно-эксплуатационная шахта. В 1935 году первые пять тысяч тонн руды были отправлены для первой пробной плавки в Липецк.

## Описание
В настоящее время границы простирания залежей железных руд КМА охватывают площадь размером свыше 160 тыс. км², захватывая территории девяти областей Центра и Юга России. Запасы богатых железных руд и железистых кварцитов уникального бассейна составляют миллиарды тонн.
Площадь около 120 тыс. км². Руды — магнетитовые кварциты среди метаморфических пород и гранитоидов докембрия; богатые железные руды в коре выветривания железистых кварцитов. Разведанные запасы железистых кварцитов св. 25 млрд т с содержанием Fe 32—37 % и св. 30 млрд т богатых руд с 52—66 % Fe. Месторождения разрабатываются открытым (Стойленское, Лебединское, Михайловское) и подземным (Коробковское, Яковлевское) способами.
Наиболее известные месторождения:
- Лебединское (Губкинский район Белгородской области; разработку месторождения осуществляет Лебединский ГОК, входящий в группу Металлоинвест)
- Михайловское (Железногорский район Курской области; разработку месторождения осуществляет Михайловский ГОК, входящий в группу Металлоинвест)
- Стойленское (Старооскольский район Белгородской области; разработку месторождения осуществляет Стойленский ГОК, принадлежащий Новолипецкому Металлургическому Комбинату)
- Коробковское (Губкинский район Белгородской области)
- Яковлевское (Яковлевский район Белгородской области)
- Гостищевское (Яковлевский район Белгородской области)
- Висловское (Яковлевский район Белгородской области)
- Большетроицкое (Шебекинский район Белгородской области)
- Погромецкое (Волоконовский район Белгородской области)
- Новоялтинское (Дмитровский район Орловской области)

Крупнейшее предприятие — публичное акционерное общество «Лебединский горно-обогатительный комбинат (ГОК)» Максимальная ширина карьера Лебединского ГОКа — 5 км, максимальная глубина — 600 м. Карьер дважды внесён в Книгу рекордов Гиннеса.
Михайловское месторождение, вокруг которого вырос молодой Железногорск, разрабатывается с 1960 г. Градообразующее предприятие — Михайловский горно-обогатительный комбинат. Общие запасы руды — 11 млрд тонн.
Стойленское месторождение разрабатывается с 1969 года открытым способом. Балансовые запасы карьера (по данным на 2011 год): богатая железная руда — 26,3 млн тонн; железистые кварциты — 1,434 млрд тонн.
В ближайшее время на КМА возможна разработка новых перспективных месторождений железной руды:
- Приоскольское железорудное месторождение. Запасы месторождения составляют 45,2 млн т богатых руд и более 2 млрд т неокисленных железистых кварцитов. Лицензию на разработку этого месторождения на аукционе в 2006 году получил Магнитогорский металлургический комбинат. Однако строительство Приоскольского ГОКа пока не начато.
- Чернянское железорудное месторождение. Разведанные запасы составляют 1,9 млрд тонн руды с содержанием железа примерно 53 %. Залежи выявлены на глубине 165—200 м. К разработке этого месторождения проявлял интерес Индустриальный Союз Донбасса, который рассматривал месторождение в качестве сырьевой базы для Алчевского металлургического комбината. Однако в 2011 году Федеральное Агентство Роснедра отменило конкурс по определению разработчика месторождения.

## Курская магнитная аномалия в культуре